# Fnideq

Protektorat Spanisch-Marokko

Fnideq (arabisch الفنيدق; Tarifit ⴼⵏⵉⴷⵇ) ist eine Stadt mit ca. 77.500 Einwohnern im Norden Marokkos an der Mittelmeerküste, umgeben vom Rifgebirge. Fnideq ist Sitz der Präfektur M’Diq-Fnideq in der Region Tanger-Tétouan-Al Hoceïma.

## Lage und Klima
Die Stadt Fnideq liegt an der Mittelmeerküste gut 70 km (Fahrtstrecke) östlich von Tanger bzw. ca. 33 km nördlich von Tétouan; die spanische Exklave Ceuta ist nur gut 7 km entfernt. Die Infrastruktur in Fnideq gilt als vorbildhaft für das ganze Königreich. Die Stadt ist mit der Autobahn Autoroute La Méditerranéenne (A6) Richtung Tétouan gut vernetzt (siehe Liste der Autobahnen in Marokko). Das Klima ist in hohem Maße vom Mittelmeer beeinflusst und gemäßigt bis warm; Regen (ca. 670 mm/Jahr) fällt nahezu ausschließlich in den Wintermonaten.

## Bevölkerung
| Jahr      | 1994   | 2004   | 2014   | 2024   |
| Einwohner | 34.486 | 53.559 | 77.436 | 77.250 |

Die Bevölkerung der Stadt ist nach der Unabhängigkeit Marokkos (1956) durch Zuwanderung von Berberfamilien aus den umliegenden Bergregionen deutlich gewachsen. Man spricht Marokkanisches Arabisch und Tarifit, aber auch Französisch wird vielfach verstanden.

## Wirtschaft
Einer der wichtigsten Wirtschaftsfaktoren ist der legale und illegale Handel mit der Nachbarstadt Ceuta. Der Tourismus spielt kaum eine Rolle.

## Geschichte
Zu Beginn des spanischen Protektorats über den Norden Marokkos (1912) war Fnideq ein kleiner Fischerort. Nach dem Ende des Rifkriegs wurde eine spanische Verwaltung eingerichtet. Diese endete, als im Jahr 1956 Marokko die volle Souveränität zurückerlangte; nur noch die im Norden benachbarte Stadt Ceuta gehört als Exklave zu Spanien und damit zur EU. Viele Bauten zeigen Einflüsse spanischer Architektur.

## Persönlichkeiten
- Hamza El Moussaoui (* 1993), Fußballspieler